# Rafael Mandelman
Rafael Mandelman là một chính khách người Mỹ hiện đang phục vụ trong Ban kiểm soát San Francisco, đại diện cho Quận 8.
Trước khi được bầu vào Hội đồng giám sát, ông đã phục vụ trong Hội đồng quản trị của City College of San Francisco. Ông là một phó luật sư thành phố ở Oakland, California trong Đơn vị Tái phát triển, Bất động sản & Cho thuê trong Phòng Tư vấn của Văn phòng Luật sư Thành phố.
Mandelman công khai là người đồng tính khi ở Yale. Năm 2019, ông là tác giả của một sắc lệnh để tạo ra Khu văn hóa LGBTQ của Castro; sắc lệnh đã được Hội đồng giám sát San Francisco nhất trí thông qua.

### Thành tựu
Vào ngày 16 tháng 7 năm 2019, Hội đồng giám sát San Francisco đã thông qua nghị quyết của Mandelman để hỗ trợ cho Dự luật California 5 (AB 5), một dự luật mà được Hội đồng California thông qua vào ngày 18 tháng 9 năm 2019, bảo vệ người lao động bằng cách ngăn chặn các công ty phân loại không đúng cách họ.
Mandelman cũng đã tổ chức các phiên điều trần về việc thu thập dữ liệu LGBTQ của Thành phố.